# Periclimenes macrophthalmus
Periclimenes macrophthalmus is een garnalensoort uit de familie van de Palaemonidae. De wetenschappelijke naam van de soort is voor het eerst geldig gepubliceerd in 1970 door Fujino & Miyake.